# Jock Sturrock
Pour les articles homonymes, voir Jock et Sturrock.
Jock Sturrock est un skipper australien né le 14 mai 1915 à Melbourne et mort le 11 juillet 1997 à Noosa Heads.

## Carrière
Jock Sturrock obtient une médaille de bronze olympique de voile en classe 5,5 mètres JI avec Devereaux Mytton et Douglas Buxton aux Jeux olympiques d'été de 1956 de Melbourne à bord du Buraldoo. Dans les années 60 il barre avec un certain succès les 12 M JI Dame Pattie et Gretel iI qui seront les premiers à réellement inquiétér les équipages et les bateaux américains dans la Coupe de l'America.
Les défis australiens seront les premiers à "déboulonner" le célèbre trophée sportif avec le 12 M JI Australia 2 au début des années 80
En 1975, il est nommé membre de l'Ordre de l'Empire britannique en reconnaissance de sa carrière en nautisme.